# Charidotella santaremi
Charidotella santaremi is een keversoort uit de familie bladkevers (Chrysomelidae). De wetenschappelijke naam van de soort werd in 1995 gepubliceerd door Boroweic.